# Gímik

gímik（日語：ギミック），是由後藤圭二、木村英文、門之園惠美三人在2002年共同創立的日本動畫製作團體。已形同解散。
日本動畫的製作委員會與製作集團通常是由於需要製作某部全新的動畫作品而宣告成立。「gímik」則是少數由有志之士集結在一起，並且專門推出充滿獨特風格的動畫。

## 代表作品

### 動畫
- 銀河戰警（2002年－2003年）
- 詩∽片（2004年）
- KIDDY GiRL-AND（2009年）[1]

### 小說
- GEMINI×KNIVES（日语：ジェミニ・ナイヴ）（2005年）

## 相關項目
- 機神大戰（2007年）

雖然不是由「gímik」所擔綱製作，但仍屬後藤圭二的監督作品，並分別由木村英文執筆腳本、門之園惠美負責原案人物設計，尤其是劇中的副標題呈現風格和《銀河戰警》類似，登場的機器人也是交給不同的機械設計師進行設計（這一點和《詩∽片》的情況一樣）。